# Aéroport international Josefa Camejo
L’aéroport international Josefa Camejo (anglais : aeropuerto Internacional de Las Piedras Josefa Camejo) (code IATA : LSP • code OACI : SVJC), est un aéroport desservant Punto Fijo, dans l'état de Falcón au Venezuela.

## Situation
| Barcelona Barquisimeto Caracas Ciudad · Bolívar Ciudad Guayana Mérida Coro Cumaná El Vigía Maracaibo Porlamar Puerto · Ayacucho Punto Fijo San Fernando de Apure San Tomé Valencia Los Roques La Fría Maturín Canaima |

## Compagnies aériennes et destinations
| Compagnies        | Destinations                            |
| ----------------- | --------------------------------------- |
| Albatros Airlines | Curaçao                                 |
| Avior Airlines    | Caracas-Maiquetía Charter : Curaçao     |
| Conviasa          | Caracas-Maiquetía, La Havane-José Martí |
| Venezolana        | Caracas-Maiquetía                       |

Edité le 6/12/2023